# Saison 19 de Navarro
Chronologie
Saison 18
Cet article présente la liste des différents épisodes de la dix-neuvième saison de la série télévisée Navarro.

## Distribution[1]
- Roger Hanin (Antoine Navarro)
- Emmanuelle Boidron (Yolande)
- Maurice Vaudaux (Waltz)
- Jacques Martial (Bain-Marie)
- Catherine Allegret (Ginou)
- Daniel Rialet (Blomet)
- Christian Rauth (Auquelin)
- Marie Fugain (Carole Maudiard)
- Filip Nikolic (Boldec)
- Anthony Dupray (Paoli)
- Jean-Claude Caron (Borelli)

## Épisodes

### Épisode 1[2]
Liane Foly dans le rôle de Claude Derval

Michel Creton dans le rôle de Christian Derval

Viktor Lazlo dans le rôle de capitaine Roussel

### Épisode 3
Renaud Marx dans le rôle de commissaire Ferrière

Rosemarie La Vaullée dans le rôle de Mme Ferrière

Anthony Dupray dans le rôle de Paoli

### Épisode 4
Jean-Pierre Bouvier dans le rôle de Père Georges

Chick Ortega dans le rôle du boucher

Edgar Givry dans le rôle du notaire Roland Dautreville

Sylvie Audcoeur dans le rôle de la femme du notaire

Muriel Bonnet dans le rôle de Sophie

Maxime Paz dans le rôle de Blaise Jacquin

Sophie Gourdin dans le rôle d'Élisa Foucard

Gianni Giardinelli dans le rôle de Mathieu Gagnon